# Yu-Gi-Oh! Arc-V
Yu-Gi-Oh! Arc-V (遊☆戯☆王ARC-V; Yúgió Áku Faibu, ’Yu-Gi-Oh! Arc-V’) az ötödik Yu-Gi-Oh! animesorozat és a negyedik spin-off Yu-Gi-Oh! animesorozat. A Yu-Gi-Oh! Arc-V első epizódja 2014. április 6-án került bemutatásra. A Yu-Gi-Oh! Arc-V anime epizódjait a Studio Gallop gyártja.

## Szereplők
| Karakter                      | Japán hangja                    | Angol hangja        |
| ----------------------------- | ------------------------------- | ------------------- |
| Yuya Sakaki                   | Kenshō Ono Arisa Shida (fiatal) | Michael Liscio, Jr. |
| Zuzu Boyle / Yuzu Hiragi      | Yūna Inamura                    | Emily Bauer         |
| Yuto                          | Manpei Takagi                   | Michael Liscio, Jr. |
| Lulu Obsidian / Ruri Kurosaki | Rin Aizawa                      | Emily Bauer         |